# Copa Santa Catarina de 2017
A Copa Santa Catarina de 2017 foi a 16ª edição do segundo principal torneio de futebol de Santa Catarina. Foi disputada de 8 de outubro a 3 de dezembro. O campeão ganhou uma vaga na Copa do Brasil de 2018.
A tão importante competição estadual que não era disputada desde 2013, voltou em 2017. Inicialmente contaria com cinco clubes participantes mas, com a desistência do Almirante Barroso o sistema de disputa teve que ser redescutido. Num segundo momento ficou confirmada a participação de quatro equipes, sendo elas Brusque, Tubarão, Joinville e Inter de Lages.
Após duas partidas finais o Atlético Tubarão levou a melhor sobre o Brusque e conquistou o seu primeiro título da competição. Com o resultado o time do sul do estado conquistou a vaga para a disputa da Copa do Brasil de 2018.

## Regulamento
A Copa Santa Catarina é disputada por 4 clubes em dois turnos. Em cada turno, todos os times jogam entre si uma única vez. Os jogos do segundo turno serão realizados na mesma ordem do primeiro, apenas com o mando de campo invertido. Não há campeões por turnos, sendo que as duas equipes que somarem mais pontos ao final das seis rodadas, disputarão a final da competição.
A final será disputada em dois jogos, ida e volta, sendo mandante da última partida a equipe que obteve melhor colocação na primeira fase. A equipe que vencer esta disputa será considerada campeã da Copa Santa Catarina de 2017 e terá o direito de disputar a Copa do Brasil de Futebol de 2018.

### Critérios de desempate
Em caso de empate por pontos entre dois ou mais clubes, os critérios de desempate são aplicados na seguinte ordem:
1. Número de vitórias;
2. Saldo de gols;
3. Gols pró;
4. Confronto direto;
5. Menor número de cartões vermelhos;
6. Menor número de cartões amarelos;
7. Sorteio.

Com relação ao quarto critério (confronto direto), considera-se o resultado dos jogos somados, ou seja, o resultado de 180 minutos. Permanecendo o empate, o desempate se dará pelo maior número de gols marcados no campo do adversário. O quarto critério não será considerado no caso de empate entre mais de dois clubes.

## Transmissão
Após um encontro entre o Presidente da Federação Catarinense de Futebol, Rubens Renato Angelotti, juntamente com o Diretor Superintendente do Grupo RIC, Reynaldo Ramos Júnior, na sede da entidade, em Balneário Camboriú, ficou assinado o contrato e acertado a transmissão, por parte da Record News, de cinco partidas da Copa Santa Catarina, três da primeira fase e as duas partidas finais.

## Participantes
| Equipe           | Cidade    | Estádio                            | Capacidade | Títulos                    |
| ---------------- | --------- | ---------------------------------- | ---------- | -------------------------- |
| Atlético Tubarão | Tubarão   | Estádio Domingos Silveira Gonzales | 2.300      | 0                          |
| Brusque          | Brusque   | Augusto Bauer                      | 5.000      | 3 (1992, 2008, 2010)       |
| Inter de Lages   | Lages     | Vidal Ramos Júnior                 | 9.600      | 0                          |
| Joinville        | Joinville | Arena Joinville                    | 22.400     | 4 (2009, 2011, 2012, 2013) |

## Estádios
| Tubarão                                                                                                 | Brusque           | Inter de Lages    | Joinville          |
| Estádio Domingos Silveira Gonzales                                                                      | Augusto Bauer     | Vidal Ramos Jr.   | Arena Joinville    |
| Capacidade: 2 300                                                                                       | Capacidade: 4 000 | Capacidade: 9 600 | Capacidade: 22 400 |
| |                   |                   |                    |
| \| Tubarão Brusque Inter de Lages JoinvilleLocalização das equipes participantes da Copa SC de 2017. \| |                   |                   |                    |
| Tubarão Brusque Inter de Lages JoinvilleLocalização das equipes participantes da Copa SC de 2017.       |                   |                   |                    |